# Kassignatos
Kassignatos (auch Karsignatos; † 171 v. Chr.) war ein im 2. Jahrhundert v. Chr.  regierender keltischer Fürst. Er gehörte dem galatischen Stamm der Tolistobogier an.
Möglicherweise war Kassignatos ein Sohn oder enger Verwandter des galatischen Fürsten Ortiagon, der 184/183 v. Chr. gegen den pergamenischen König Eumenes II. eine schwere Niederlage erlitt. Erstmals erwähnt wird Kassignatos als galatischer Herrscher 181/180 v. Chr. Damals stand er ebenso wie Gaizatorix im Bündnis mit Pharnakes I. von Pontos, der gegen Eumenes II. Krieg führte. Als der pergamenische König mit einem starken Heer gegen Galatien anrückte, fielen Kassignatos und Gaizatorix von Pharnakes I. ab und sandten Boten an Eumenes II., um ihn um seinen Schutz zu ersuchen; gleichzeitig versprachen sie, seinen Befehlen zu gehorchen. Dass Kassignatos bereits vor 181 v. Chr. von Eumenes II. abhängig gewesen war, ist nicht sicher belegt. Jedenfalls machte Eumenes II. den beiden Galaterfürsten Kassignatos und Gaizatorix Vorwürfe wegen ihres früheren Verhaltens und wies ihr Ansuchen zurück. In der Folge gewann der pergamenische König 179 v. Chr. den Krieg gegen Pharnakes I. und damit de facto die Oberherrschaft über die Galater.
171 v. Chr. ist Kassignatos als Bündnispartner des Eumenes II. im Krieg der Römer gegen den König Perseus von Makedonien bezeugt. Damals kommandierte er zwei Alen galatischer Reiterei, fiel aber 171 v. Chr. in der Frühphase des Kriegs in der Schlacht am Kallinikos.